# Shigeo Fukuda
Shigeo Fukuda (福田 繁雄, 4 de febrero de 1932, Tokio – 11 de enero de 2009 ) fue un escultor, diseñador gráfico y sobre todo un maestro de la cartelería, creador de ilusiones ópticas. Sus piezas de arte generalmente conllevan engaños, como su Lunch With a Helmet On (almuerzo con casco), una escultura creada completamente con tenedores, cuchillos y cucharas, que proyecta la sombra detallada de una motocicleta.

## Premios y exposiciones
Brilla por primera vez en 1967 cuando fue seleccionado su cartel para que fuera el Cartel Oficial de la Exposición de Japón 70.
Para 1972 en Varsovia le dan el máximo galardón por su cartel en la Bienal Internacional de Varsovia, a lo largo de su carrera obtuvo también los siguientes premios: 1979 premio de plata en el Concurso Internacional de Diseño de Cartel de Colorado, 1980 premio de plata en la Bienal Internacional de Diseño Gráfico de Brno, 1983 – premio de plata en el Concurso Internacional de Diseño de Cartel de Lahti, 1985 primer premio en la Bienal Internacional de Cartel de Moscú, 1987 Galardonado en el New York ADC: Hall of Fame.
En 1992 – realizó una exposición personal de 150 Carteles en el Museo del Cartel en Wilanow, Polonia, ese mismo año en Helsinki le otorgan el Gran Premio de la Bienal Internacional de Cartel, también el Gran Premio Savignac en la Exposición Internacional del Cartel en París.
Para 1996 seleccionan su cartel para la exposición universal de Lisboa‘98 Pictogramas Ofeical y Signos. En 1997 realiza una exposición personal llamada “Un artista de ingenio visual” en el Museo Nacional de Arte Moderno de Tokio, y en 1999 realiza una exposición con el título “Bromista Visual Shigeo Fukuda” en la Fundación de Japón en Toronto. En 2000 realiza la exposición personal Magicien de I’affiche, TIRE de design de I’UQAM en Montreal, Canadá. En 2001 la exposición personal “La serie maestra” en el Museo de Arte Visual de Nueva York, EE. UU. Fue presidente de la Japan Graphic Designers Association, vicepresidente de ICOGRADA. Fue miembro de AGI, RPI, TADC y profesor invitado en la Universidad del Sur de Yanqtze, China.

## Obras
- Abrazaderas
- Mural en el Gimnasio de Taishido Junior High School, Tokio
- Uvas
- Historia de Amor (1973)
- Hombre (1974)
- Mujer (1974)
- Gato/Ratón (1974)
- Repetición (1976)
- Mirador tridimensional (1982)
- Piano subterráneo (1984)
- Venus en un espejo (1984)
- Pilar que desaparece (1985)
- Modelo tridimensional de la caída de agua de Escher's Waterfall (1985)
- Almuerzo con casco (1987)
- Acuario para caracteres nadadores (1988)
- Girasoles de Gogh(1988)